# Valère Lefebvre
Pour les articles homonymes, voir Lefebvre.
Louis-Valère Lefebvre ou Lefèbvre est un peintre, graveur, financier et mécène français né en 1812 à Blois et mort en 1902.

## Biographie

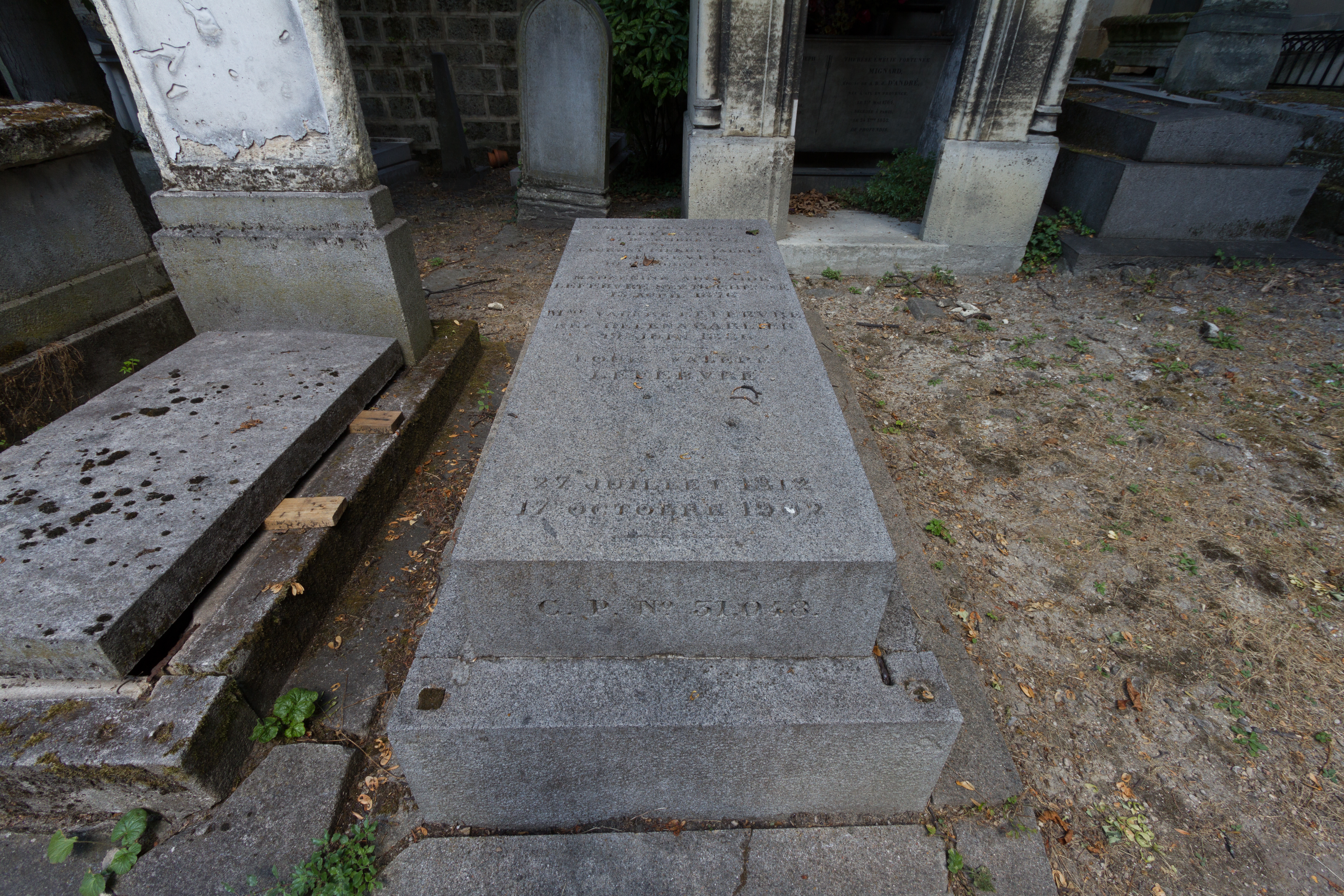
Tombe de Valère Lefebvre, Paris, cimetière du Père-Lachaise.

Valère Lefebvre étudie la peinture avec Alexandre Thiollet (1824-1895) et Henri Harpignies (1819-1916). Il est l'ami du peintre Firmin-Girard (1838-1921).
Frère du maire de Villerville, il consacre beaucoup de tableaux à cette localité, qu'il contribue à faire connaître. Plusieurs reproductions jalonnent le parcours du parc des Graves, en bord de mer.
Il expose au Salon à partir de 1865.
Il fut l'un des mécènes du Raincy : une de ses toiles se trouve à l'hôtel de ville dans la salle du conseil. À sa mort en 1902, il lègue par testament sa propriété à la Ville du Raincy, pour « la réalisation d'un hospice pour personnes indigentes ». L'hospice est inauguré en 1909. 
Il est enterré à Paris au cimetière du Père-Lachaise (31e division).